# Umberto Fracchia
Umberto Fracchia (Lucca, 5 aprile 1889 – Roma, 5 dicembre 1930) è stato uno scrittore italiano.

## Biografia
Il padre piemontese, ufficiale di cavalleria, gli trasmise il carattere riservato e scrupoloso. Dalla madre genovese invece Umberto Fracchia ereditò la spiccata fantasia e il gusto dell'avventura, che egli a sua volta alimentò con le letture salgariane dell'infanzia. Ambedue i tratti del carattere sono riscontrabili in qualche misura nella sua narrativa. Nei suoi scritti è anche facile trovare traccia del suo attaccamento al paesino montano di Bargone, nell'entroterra genovese, dove era solito trascorrere il periodo estivo nella casa dei nonni materni. 
All'età di sette anni si trasferì con la famiglia a Roma, dove fece gli studi classici e conseguì la laurea in giurisprudenza. Fu subito chiara però la sua predilezione per gli studi letterari, così come fu precocissima la sua produzione giovanile. Pubblicò a proprie spese i primi libri (Le vergini e La favola dell'innocenza), quando ancora non aveva ultimato gli studi liceali. Ed era ancora studente universitario, quando fondò la rivista letteraria Lirica assieme ad Arturo Onofri. Attiva tra il 1912 e il 1913, questa rivista assieme ad altre - a partire dalla Voce fiorentina - alimentò l'intenso dibattito della prima metà del Novecento.
Nel 1914 partecipò come ufficiale alla prima guerra mondiale. Al termine del conflitto, partecipò al gruppo di letterati e giornalisti operanti a Roma che rilevò, con l'intento di dar vita a una produzione cinematografica di qualità, la "Tespi Film", presso la quale egli fu regista di 4 film prima che la cinematografia italiana fosse bloccata dalla crisi che la colpì nei primi anni venti. Tornò quindi al giornalismo e alla critica letteraria e dopo la pubblicazione del suo primo romanzo Il perduto amore (1921), si trasferì a Milano. Qui collaborò al quotidiano Il Secolo e poi diresse due settimanali, in successione Comoedia e Novella, che all'epoca pubblicavano recensioni e racconti inediti. In quel periodo fu anche collaboratore e corrispondente a Parigi del Corriere della Sera. La pubblicazione del secondo romanzo Angela (1923), tradotto in varie lingue, ebbe un successo clamoroso.
Nel dicembre 1925 uscì a Milano la nuova rivista La Fiera Letteraria sotto la sua direzione. Di fronte alle crescenti pressioni del regime fascista, egli cercò di difendere la propria indipendenza. Così, ad esempio, non esitò a lasciare la direzione della Fiera letteraria, allorché la redazione di quella rivista fu trasferita a Roma nel 1927 con la nuova testata L'Italia letteraria. D'altronde, l'anno precedente lo stesso Fracchia si era affiancato a Benedetto Croce nel propugnare, sulle pagine del Baretti, l'importanza di una cultura non asservita alla politica e al potere.
Intanto, durante la sua residenza romana, sempre più spesso avvertiva il bisogno di riparare nella sua oasi di Bargone, dove la casa dei nonni era stata ristrutturata con fiabesca fantasia.
La notte del 5 dicembre 1930, assistito dalla moglie, morì a Roma per un attacco di angina pectoris. 
Nel 1959 i suoi resti furono traslati a Bargone. I suoi manoscritti e documenti sono conservati nella Biblioteca universitaria di Genova.

## Poetica
La fortuna di Umberto Fracchia come narratore - perfino paragonato a Verga e a Fogazzaro - esplose nell'ultimo decennio della sua vita ed ebbe larga risonanza anche all'estero, con particolare riferimento al romanzo Angela e con motivazioni diversificate. Oggi però quei giudizi lusinghieri, a quanto pare, «non reggono all'assestamento storico».
I suoi romanzi e racconti sono popolati da personaggi emarginati e delusi, spesso solitari e rassegnati, destinati a ripiombare nella tragedia dopo brevi illusioni ed affetti effimeri. Qualcuno ha interpretato le sue opere narrative come una «accorata elegia di esistenze strozzate». Mentre è difficile parlare in questo caso di narrativa crepuscolare, sembra piuttosto possibile riconoscere una tradizionale attenzione ai contenuti, che peraltro non esclude i pregi della scrittura, con ben poche concessioni alle ragioni estetiche. Quella di Fracchia è stata tra l'altro definita una «prosa pastosa e fluente, regolata nelle larghe movenze come nel ritmo d'una indefinibile ma riconoscibile armonia interiore». 
Su una cosa infatti i critici sono concordi, ed è nel riconoscere la coerenza morale dell'uomo e il fascino esercitato dalla sua personalità morale. È giusto anche ricordare il senso etico del suo giornalismo culturale e il suo impegno anche umano nell'accogliere e valorizzare giovani talenti, soprattutto nella Fiera letteraria. Questa rivista infatti, come ricorda Giuseppe Ravegnani, aveva «mosso l'aria» persuadendo a credere «non soltanto nel valore dei singoli, ma soprattutto in quelli collettivi».

## Biblioteca e Archivio personale
La sua biblioteca, che conta circa 4 500 volumi e 67 titoli di periodici, è ancora oggi custodita, in base a una convenzione stipulata nel 1982, presso la Civica Biblioteca di Casarza Ligure. La parte più cospicua e interessante del fondo archivistico è invece conservata nella Biblioteca Universitaria di Genova (l'acquisizione del Fondo è stata perfezionata fra il 1980 e il 1982) ed è quella relativa al carteggio costituito da oltre 2 000 lettere riferite a non meno di 300 corrispondenti. Parte di questi materiali sono consultabili on line presso il portale Archivio del Novecento in Liguria.

## Opere
- Le vergini (novelle), Roma, Casa editrice centrale, 1908.
- La favola dell'innocenza (parabola sceneggiata), Roma, Modes, 1910.
- Il perduto amore (romanzo), Milano, Vitagliano, 1921 (poi Mondadori, 1930).
- Angela (romanzo), Milano, Mondadori, 1923.
- Piccola gente di città (racconti), Milano, Mondadori, 1925.
- La stella del nord (romanzo), Milano, Mondadori, 1930.
- Gente e scene di campagna (raccolta di elzeviri), Milano, Mondadori, 1931.
- Fogli di diario, Milano, Mondadori, 1938.
- Favole e avventure, Milano, Mondadori, 1943.
- Romanzi e racconti (raccolta di tutte le sue prose narrative), Milano, Mondadori, 1949.
- Umberto Fracchia, i giorni e le opere, a cura di Andrea Aveto e Federica Merlanti, Firenze, Società Editrice Fiorentina, 2006, ISBN 88-6032-025-9